# 32nd Regiment of Light Dragoons
Das 32nd Regiment of (Light) Dragoons war ein Kavallerieregiment der britischen Armee, das von 1794 bis 1796 bestand.
Während der Ersten Koalitionskriegs wurde das Regiment am 9. Oktober 1794 in Galway, Irland, unter Lieutenant-Colonel-Commandant Henry Joseph Blake (1765–1803), dem späteren 1. Baron Wallscourt, aufgestellt. Das Regiment trug dunkelblaue Uniformen mit blauen Aufschlägen. Das Regiment wurde zum Garnisonsdienst eingesetzt und wurde am 26. Februar 1796 in Canterbury, England, aufgelöst.